# Oberea yasuhikoi
Oberea yasuhikoi är en skalbaggsart som beskrevs av Kusakabe 2001. Oberea yasuhikoi ingår i släktet Oberea och familjen långhorningar. Inga underarter finns listade i Catalogue of Life.